# 綿貫礼子
綿貫 礼子（わたぬき れいこ、1928年 - 2012年1月30日）は、科学ライター、エコロジスト。

## 経歴
東京薬科大学卒業。専門は環境学、平和研究、エコロジー。「チェルノブイリ被害調査・救援」女性ネットワーク代表。反環境汚染、反原発運動を行った。
1972年のスウェーデンの国際連合人間環境会議にも参加した。

## 著書
- 『生命系の危機』アンヴィエル　1979　のち社会思想社現代教養文庫
- 『胎児からの黙示』世界書院　1986　社会科学選書
- 『大地は死んだ ヒロシマ・ナガサキからチェルノブイリまで』藤原書店　1991

## 共編著
- 『ダイオキシン汚染のすべて』河村宏共編　技術と人間　1984
- 『毒物ダイオキシン』河村宏共編著　技術と人間　1986
- 『廃炉に向けて 女性にとって原発とは何か』編　新評論　1987
- 『誕生前の死 小児ガンを追う女たちの目』「チェルノブイリ被害調査・救援」女性ネットワーク共編　藤原書店　1992
- 『地球環境と安全保障』臼井久和共編　有信堂高文社　1993
- 『リプロダクティブ・ヘルスと環境 共に生きる世界へ』上野千鶴子共編著　工作舎　1996
- 『環境ホルモンとは何か 日本列島の汚染をつかむ 2』編 松崎早苗ほか　藤原書店　1998
- 『環境ホルモンとは何か リプロダティブ・ヘルスの視点から 1』武田玲子,松崎早苗共著　藤原書店　1998
- 『未来世代への「戦争」が始まっている ミナマタ・ベトナム・チェルノブイリ』吉田由布子共著　岩波書店　2005
- 『放射能汚染が未来世代に及ぼすもの 「科学」を問い、脱原発の思想を紡ぐ 女性の視点によるチェルノブイリ25年研究』編　新評論　2012

## 翻訳
- マシュー・マクルア編『原子力裁判』大井幸子共訳　アンヴィエル　1980
- クリストファー・ノーウッド『胎児からの警告 危機に立つ生命環境』河村宏共訳　新評論　1982
- マイケル・ブラウン『荒れる大地 死をよぶ有毒廃棄物』河村宏共訳　筑摩書房　1983
- シアン・マーフィーほか『生物化学戦争 悪夢のシナリオ』里深文彦共訳　社会思想社・現代教養文庫　1985
- ジョアン・ロスチャイルド編『女性vsテクノロジー』加地永都子ほか共訳　新評論　1989